# Margarete Cederschiöld
Margarete Cederschiold (30 décembre 1879 – 29 juillet 1962) est une joueuse de tennis suédoise du début du XXe siècle.
Aux côtés de Carl Kempe, elle termine notamment quatrième de l'épreuve de double mixte aux Jeux olympiques de Stockholm en 1912 ; tous deux sont finalement battus pour la médaille de bronze par leurs compatriotes Sigrid Fick et Gunnar Setterwall.

## Parcours aux Jeux olympiques

### En simple dames
| # | Date       | Nom de l'olympiade               | Surface        | Résultat       | Ultime adversaire    | Score    |          |
| - | ---------- | -------------------------------- | -------------- | -------------- | -------------------- | -------- | -------- |
| 1 | 05/05/1912 | Jeux olympiques d'été, Stockholm | Parquet (int.) | 1er tour (1/8) | Mabel Parton         | 6-0, 6-1 | Parcours |
| 2 | 28/06/1912 | Jeux olympiques d'été, Stockholm | Terre (ext.)   | 1/4 de finale  | Marguerite Broquedis | 6-1, 6-4 | Parcours |

### En double mixte
| # | Date       | Nom de l'olympiade              | Surface        | Résultat                 | Partenaire | Ultimes adversaires                 | Score   |          |
| - | ---------- | ------------------------------- | -------------- | ------------------------ | ---------- | ----------------------------------- | ------- | -------- |
| 1 | 05/05/1912 | Jeux olympiques d'été Stockholm | Parquet (int.) | 4e place (petite finale) | Carl Kempe | Gunnar Setterwall · Sigrid Fick     | Forfait | Parcours |
| 2 | 28/06/1912 | Jeux olympiques d'été Stockholm | Terre (ext.)   | 1/4 de finale            | Carl Kempe | Heinrich Schomburgk Dorothea Köring | Forfait | Parcours |